# Étoile en fuite
Une étoile en fuite ou fugitive (runaway star en anglais) est une étoile jeune, chaude et massive qui se déplace dans l'espace avec une vitesse anormalement élevée par rapport aux autres étoiles environnantes. Elle a été éjectée de l'amas où elle a été formée, mais généralement reste gravitationnellement liée à la galaxie.

## Formation
Il y a deux scénarios principaux de formation d'une étoile en fuite. Dans le premier, elle est le résultat d'une rencontre (dans le sens astrophysique) de deux systèmes binaires dans un amas stellaire. Cette rencontre peut casser les deux systèmes, et éjecter une des étoiles hors de l'amas. Dans le second scénario, une étoile explose en supernova. Si cette explosion est asymétrique, elle peut induire sur le système une vitesse de recul (comme un fusil).
Un tiers des étoiles B et 5 à 10% des étoiles O sont des étoiles en fuite.
Les étoiles en fuite ne doivent pas être confondues avec les étoiles hyper-véloces (HVS).

## Exemples
En 1954, Adrian Blaauw découvre que les étoiles jeunes AE Aurigae et Mu Columbae s'éloignent, de l'association OB d'Orion, dans des directions différentes et presque opposées. Ce résultat, qui s'appuie sur des mesures de mouvements propres et de vitesses radiales, indique des vitesses dans l'espace d'environ 130 km/s, ce qui est grand par rapport à la dispersion des vitesses typique d'une association d'étoiles, qui est de l'ordre de 2 à 5 km/s . Ces vitesses suggèrent que ces étoiles seraient de la même région il y a environ 2,6 millions d'années. En 1956, le même auteur ajoute une autre étoile à grande vitesse émanent de la même région: 53 Arietis . Des données plus précises, obtenues grâce au satellite Hipparcos confirment le premier résultat, et permettent dire que les deux premières étoiles ont été éjectées de l'amas du trapèze par un processus dynamique (la rencontre entre deux étoiles binaires).
ζ Ophiuchi a été identifiée, aussi par Adrian Blaauw, comme une étoile en fuite de l'association Sco OB2. Les études détaillées montrent que cette étoile à jadis fait partie d'un système binaire maintenant dissocié, ce qui plaide en faveur de l'autre scénario concernant l'origine de cette étoile en fuite. Elle serait le produit de l'explosion dans une étoile binaire, qui aurait expulsé l'étoile d'un côté, et le compagnon devenu étoile à neutron d'un autre. Il a été proposé que ce compagnon soit le pulsar PSR J1932+1059. Au cours de l'évènement le pulsar à reçu une impulsion le projetant à 350 km/s .
Un autre exemple est GRO J1655-40 qui est un système binaire contenant un trou noir stellaire et une étoile sur la séquence principale, en orbite l'un autour de l'autre. GRO J1655-40 est probablement le trou noir le plus proche du Soleil.